# YMCA Camp Orkila

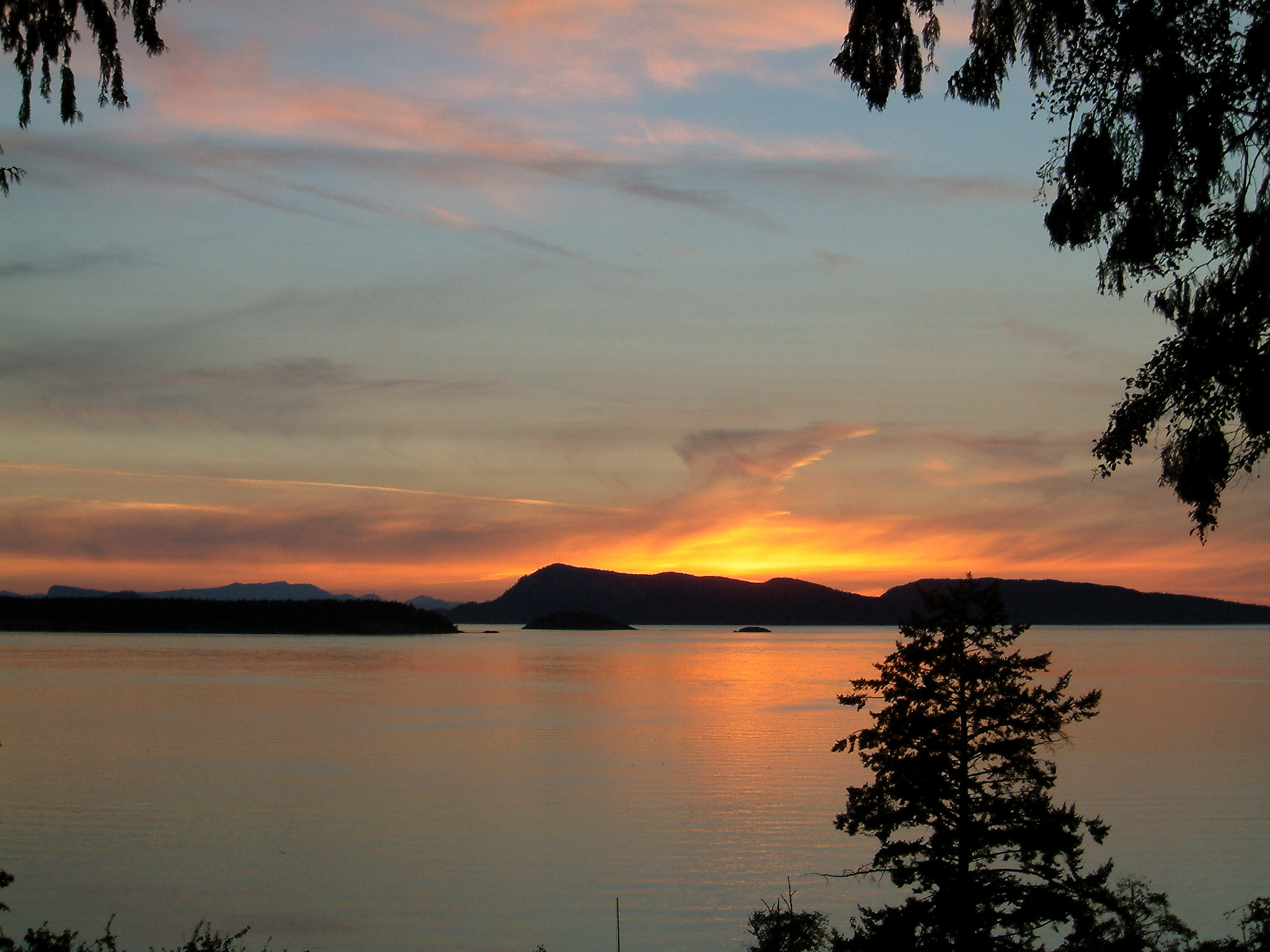
Zachód słońca widziany z Chapel Ridge

YMCA Camp Orkila – obóz prowadzony przez oddział YMCA w Seattle. Znajduje się w północno-zachodniej części wyspy Orcas w archipelagu San Juan w stanie Waszyngton. Obóz założony został w 1906 roku. Placówka działa przez cały rok. Latem prowadzony jest obóz dla dzieci w wieku 8-16 (tzw. Overnight Camp), a także tzw. Day Camp (ang. Obóz dzienny, "półkolonie") dla dzieci młodszych (głównie mieszkańców wyspy). Przez pozostałą część roku Orkila oferuje wiele różnych szkoleń, konferencji i programów tematycznych.
Camp Orkila usytuowany jest na wybrzeżu. Widok z plaży rozciąga się na Presidents Channel oraz kanadyjskie wyspy Gulf Islands, za które, przy magicznej grze kolorów, codziennie chowa się słońce. Większa część 280-akrowej posiadłości to las ze ścieżkami spacerowymi i do jazdy konnej. Miejsca zamieszkania uczestników programów różnią się od prostych "otwartych kabin" (ang. open air cabin - małe, jednoizbowe, drewniane budynki bez drzwi) dla letnich obozowiczów do w pełni wyposażonych domków letniskowych w pobliżu Centrum Konferencyjnego. Wyposażenie Campu Orkila to m.in. basen, farma, stadnina, boiska (siatkówka, koszykówka, softball, piłka nożna), miejsce do uprawiania: łucznictwa, wspinaczki (w tym ścianka), skateboardingu i jazdy na BMX, wiele różnego rodzaju łodzi (w tym 44-osobowa), dwie jadalnie, Centrum Morskie, dwie kaplice na świeżym powietrzu, wiele budynków i pomieszczeń dydaktycznych (m.in Training Center, GBH, tzw. "biblioteka", Program Shelter), Centrum Plastyczne (tzw. Arts and Crafts) z pomieszczeniem do wyrobu przedmiotów z gliny, scenę i miejsce ognisk obozowych.